# Celleporaria pugioniforme
Celleporaria pugioniforme är en mossdjursart som beskrevs av Tilbrook 2006. Celleporaria pugioniforme ingår i släktet Celleporaria och familjen Lepraliellidae. Inga underarter finns listade i Catalogue of Life.